# A Naruto sippúden epizódjainak listája
Ez a lista a Naruto shippuuden című animesorozat epizódjainak felsorolását tartalmazza. Az animesorozat Kisimoto Maszasi Naruto című mangájának adaptációja, melyet Date Hajato rendezett és a Studio Pierrot, illetve a TV Tokyo gyártásában készült. Az animesorozat a manga huszonnyolcadik fejezetétől kezdődő történetet dolgozza fel közel 500 epizódban, melyek egy része úgynevezett filler (töltelék epizód), melynek cselekménye nem volt látható a mangában. A sorozat Uzumaki Naruto, egy hiperaktív kamasz nindzsa kalandjait követi végig, aki folyton az elismeréséért küzd és célja, hogy faluja legerősebb nindzsája, azaz a Hokage legyen. A sorozatot 2007. február 15-én kezdte sugározni a TV Tokyo.
2008-ban a Viz Media és a Crunchyroll minden héten nyolc feliratos epizódot tett elérhetővé a Naruto hivatalos weboldalán míg be nem érték a sorozat új epizódjait. Ezután 2009-ben a Viz a legfrissebb Naruto sippúden epizódokat is közzétette feliratosan, egy héttel az első japán sugárzás elteltével - minden csütörtökön - egy új epizód került fel a Naruto hivatalos weboldalára. A Viz közben bejelentette, hogy a közeljövőben megkezdődik a Naruto sippúden angol nyelvű szinkronizált változatának vetítése, bár a 2009-es Anime Expón bemutatott Naruto sippúden epizódok csak DVD kiadásban voltak láthatóak. A Naruto sippúden angol szinkronja 2009. október 28-án debütált az Egyesült Államokban a Disney XD csatornán, első alkalommal négy, majd hetente egy új epizóddal. Az angol szinkronos változat első 78 epizódja elérhető az iTunes Storeon. Észak-Amerikában az első DVD megjelenés 2009. szeptember 29-én volt. Az első 53 epizód sugárzása még 4:3 képarányban, SD minőségben történt, majd az 54. epizódtól már 16:9 arányú HD minőségű szélesképernyőn vetítik az animét.
A sorozat Japánban 2-es régiókódú DVD-n került kiadásra, lemezenként négy vagy öt epizóddal. Eddig hat DVD-sorozatot adtak ki, a történet fejezetei szerint felosztva. A Naruto sippúden hetedik DVD-gyűjteményének különlegessége, hogy a másodig zárófőcímben a sorozatot Hurricane! "Konoha Academy" Chronicles-nek nevezik. A hetedik DVD kötet limitált kiadásában Behind the Scenes of UCHIHA címmel egy interjú volt látható epizódokból vett jelenetekkel fűszerezve.

## Nemzetközi sugárzások
A Naruto sippúdent az alapsorozatnál lényegesen kevesebb országban és csatornán sugározzák. Ennek oka, hogy sok helyen még az alapsorozat sem került teljesen levetítésre. 

| Ország                    | Csatorna              | Premier időpont                     | Vetítés befejezése  | Leadott epizódok |
| ------------------------- | --------------------- | ----------------------------------- | ------------------- | ---------------- |
| Japán                     | TV Tokyo              | 2007. február 15.                   | 2017. március 23.   | 500              |
| Amerikai Egyesült Államok | Disney XD, Adult Swim | 2009. október 28.                   | 2024. szeptember 1. | 500              |
| Franciaország             | GameOne               | 2008. szeptember 5.                 | -                   | 153              |
| Fülöp-szigetek            | ABS-CBN Hero TV       | 2008. január 28.                    | - -                 | ???              |
| Németország               | RTL II                | 2009. április 23.                   | -                   | 173              |
| Olaszország               | Italia 1 Hiro         | 2008. november 11. 2010. május 28.  | -                   | 156              |
| Spanyolország             | Animax FDF            | 2010. február 16. 2010. február 25. | - -                 | 111              |

## Epizódlista

### Első évad (2007)
| #  | Epizód címe                                                                                             | Első japán sugárzás  |
| -- | --- | -------------------- |
| 1  | Hazatérés Kikjó (帰郷)                                                                                  | 2007. február 15.    |
| 2  | Az Akatsuki mozgásba lendül Akacuki, sidó (暁, 始動)                                                    | 2007. február 15.    |
| 3  | Az edzés eredménye Sugjó no szeika (修行の成果)                                                         | 2007. február 22.    |
| 4  | A Homok Jinchuurikije Szuna no dzsincsúriki (砂の人柱力)                                                | 2007. március 1.     |
| 5  | Kazekageként...! Kazekage to site...! (風影として...!)                                                  | 2007. március 15.    |
| 6  | Küldetés teljesítve Norumakuriá (ノルマクリアー)                                                        | 2007. március 29.    |
| 7  | Fuss, Kankuro Hasire Kankuró (疾走れカンクロウ)                                                         | 2007. március 29.    |
| 8  | A Kakashi Csapat akcióban Sucugeki, Kakasi-han (出撃, カカシ班)                                         | 2007. április 12.    |
| 9  | A Jinchuuriki könnyei Dzsincsúriki no namida (人柱力の涙)                                               | 2007. április 12.    |
| 10 | Pecsételő Technika: a Fantomsárkány Kilenc Pecsétje Fúin dzsucu: genrjú kjú fúdzsin (封印術·幻龍九封尽) | 2007. április 19.    |
| 11 | A gyógyító ninja tanítványa Irjó nindzsa no desi (医療忍者の弟子)                                       | 2021. április 26.    |
| 12 | A visszavonult öreg hölgy döntése Inkjo babá no kecui (隠居ババアの決意)                                | 2007. május 3.       |
| 13 | Végzetes találkozó Innen aimamieru (因縁あいまみえる)                                                   | 2007. május 10.      |
| 14 | Naruto fejlődése Naruto no szeicsó (ナルトの成長)                                                       | 2007. május 17.      |
| 15 | A titkos fegyver neve... Kakusidama nazukete (隠し玉 名付けて...!)                                      | 2007. május 24.      |
| 16 | A Jinchuuriki titka Dzsincsúriki no himicu (人柱力の秘密)                                               | 2007. május 31.      |
| 17 | Gaara halála Gára siszu! (我愛羅死す!)                                                                  | 2007. június 7.      |
| 18 | Betörés! Faltörő behatolás Tocunjú! Botan fukku entorí (突入!ボタンフックエントリー)                    | 2007. június 21.     |
| 19 | A csapda aktiválva! A Gai Csapat ellenfelei Torappu szadó! Gai-han no teki (罠作動!ガイ班の敵)          | 2007. július 5.      |
| 20 | Hiruko a két női ninja ellen Hiruko vs. futari no kunoicsi (ヒルコVS二人の女忍者)                       | 2007. július 19.     |
| 21 | Sasori igazi arca Szaszori no szugao (サソリの素顔)                                                     | 2007. július 26.     |
| 22 | Chiyo titkos képességei Csijo no oku no te (チヨの奥の手)                                               | 2007. augusztus 2.   |
| 23 | Apa és Anya „Csicsi” to „Haha” (「父」と「母」)                                                         | 2007. augusztus 2.   |
| 24 | A Harmadik Kazekage Szandaime kazekage (三代目風影)                                                     | 2007. augusztus 9.   |
| 25 | Három perc élet és halál között! Szei to si no szanpunkan (生と死の三分間)                              | 2007. augusztus 16.  |
| 26 | 10 báb 100 báb ellen Dzsukki vs hjakki (十機vs百機)                                                     | 2007. augusztus 23.  |
| 27 | Beteljesületlen álom Kanavanu jume (叶わぬ夢)                                                           | 2007. augusztus 30.  |
| 28 | A feltámadt vadállat Jomigaeru kemono-tacsi (蘇る獣たち)                                                | 2007. szeptember 13. |
| 29 | Kakashi felvillanyozódása Kakasi kaigan! (カカシ開眼!)                                                  | 2007. szeptember 27. |
| 30 | Egy pillanat esztétikája Sunkan no bigaku (瞬間の美学)                                                  | 2007. szeptember 27. |
| 31 | Az örökség Cugarejukumono (継がれゆくもの)                                                              | 2007. október 18.    |
| 32 | A Kazekage visszatér Kazekage no kikan (風影の帰還)                                                     | 2007. október 25.    |

### Második évad (2007-2008)
| #  | Epizód címe                                                                       | Első japán sugárzás |
| -- | --------------------------------------------------------------------------------- | ------------------- |
| 33 | Az új célpont Aratanaru tágetto (新たなる目標)                                    | 2007. november 8.   |
| 34 | Az új Kakashi csapat Kesszei! Sin Kakasi han (結成!新カカシ班)                    | 2007. november 15.  |
| 35 | Nemkívánatos tényező Gadatenszoku (画蛇添足)                                      | 2007. november 22.  |
| 36 | Hamis mosoly Icuvari no egao (偽りの笑顔)                                         | 2007. november 29.  |
| 37 | Cím nélkül Mudai (無題)                                                           | 2007. november 29.  |
| 38 | Szimuláció Simjuréson (模擬戦闘訓練)                                              | 2007. december 6.   |
| 39 | A Menny és Föld Híd' Tencsikjó (天地橋)                                           | 2007. december 13.  |
| 40 | A Kilencfarkú elszabadul Kjúbi kaihó!! (九尾解放!!)                               | 2007. december 20.  |
| 41 | A szupertitkos küldetés kezdetét veszi Gokuhi ninmu szutáto (極秘任務スタート)    | 2007. december 20.  |
| 42 | Orochimaru a Jinchuuriki ellen Orocsimaru tai dzsincsúriki (大蛇丸VS人柱力)       | 2008. január 10.    |
| 43 | Sakura könnyei Szakura no namida (サクラの涙)                                     | 2008. január 17.    |
| 44 | Az igazság a harcról Tatakai no tenmacu (戦いの顛末)                              | 2008. január 24.    |
| 45 | Az árulás eredményei Uragiri no hate (裏切りの果て)                               | 2008. január 31.    |
| 46 | A befejezetlen oldal Mikan no pédzsi (未完の頁)                                   | 2008. február 7.    |
| 47 | Beszivárgás! A mérges kígyó fészke Szennjú! Dokuhebi no adzsito (潜入!毒蛇の巣窟) | 2008. február 14.   |
| 48 | Kapcsolatok Cunagari (つながり)                                                   | 2008. február 28.   |
| 49 | Egy fontos dolog Taiszecu na mono (大切なモノ)                                    | 2008. március 6.    |
| 50 | A képeskönyv története Ehon ga kataru szutóri (絵本が語る物語)                    | 2008. március 13.   |
| 51 | Újraegyesülés Szaikai (再会)                                                      | 2008. március 20.   |
| 52 | Az Uchihák ereje Ucsiha no csikara (うちはの力)                                   | 2008. március 20.   |
| 53 | Cím Taitoru (題名)                                                                | 2008. április 3.    |

### Harmadik évad (2008)
| #  | Epizód címe                                           | Első japán sugárzás |
| -- | ----------------------------------------------------- | ------------------- |
| 54 | Rémálom Akumu (悪夢)                                  | 2008. április 3.    |
| 55 | Szél Kaze (旋風)                                      | 2008. április 17.   |
| 56 | Fészkelődés Ugomeku (うごめく)                        | 2008. április 24.   |
| 57 | Álombéli kifosztás Ubavareta nemuri (奪われた永眠り)  | 2008. május 8.      |
| 58 | Magány Kodoku (孤独)                                  | 2008. május 8.      |
| 59 | Egy új ellenség Aratana teki (新たな敵)               | 2008. május 15.     |
| 60 | A Szerencse Kereke Uitenpen (有為転変)                | 2008. május 22.     |
| 61 | Kapcsolat Szessoku (接触)                             | 2008. május 29.     |
| 62 | Csapattárs Csímumeito (チームメイト)                  | 2008. június 5.     |
| 63 | A két ékszer Futacu no gjoku (二つの玉)               | 2008. június 19.    |
| 64 | A fekete jelzőtűz Sikkoku no norosi (漆黒の狼煙)      | 2008. július 3.     |
| 65 | A sötétség börtöne Ankoku no szedzsó (暗黒の施錠)     | 2008. július 3.     |
| 66 | Feltámasztott lelkek Jomigaeru tamasii (黄泉がえる魂) | 2008. július 10.    |
| 67 | Mindenki harca Szorezore no sitó (それぞれの死闘)     | 2008. július 24.    |
| 68 | Az ébredés pillanata Mezame no toki (目覚めの刻)      | 2008. július 31.    |
| 69 | Kétségbeesés Zecubó (絶望)                            | 2008. július 31.    |
| 70 | Rezonancia Kjómei (共鳴)                              | 2008. augusztus 7.  |
| 71 | A barátom Tomo jo (友よ)                              | 2008. augusztus 14. |

### Negyedik évad (2008)
| #  | Epizód címe                                                                                     | Első japán sugárzás  |
| -- | ----------------------------------------------------------------------------------------------- | -------------------- |
| 72 | Egy kezdődő fenyegetés Sinobijoru kjói (忍び寄る脅威)                                           | 2008. augusztus 21.  |
| 73 | Az Akatsuki támadása Akacuki sinkó (“暁”侵攻)                                                   | 2008. augusztus 28.  |
| 74 | A csillagos ég alatt Hosizora no moto de (星空の下で)                                           | 2008. szeptember 4.  |
| 75 | Az öreg pap imája Rószó no inori (老僧の祈り)                                                   | 2008. szeptember 11. |
| 76 | A következő lépés Cuginaru szuteppu (次なる段階)                                                | 2008. szeptember 25. |
| 77 | Kúszó Ezüst Bógin (棒銀)                                                                        | 2008. szeptember 25. |
| 78 | Az ítélet Kudaszareta szabaki (下された裁き)                                                    | 2008. október 2.     |
| 79 | Beteljesületlen sikoly Todokanu zekkjó (届かぬ絶叫)                                             | 2008. október 2.     |
| 80 | Utolsó szavak Szaigo no kotoba (最期の言葉)                                                     | 2008. október 16.    |
| 81 | Szomorú hírek Kanasiki sirasze (悲しき報せ)                                                     | 2008. október 23.    |
| 82 | A Tízes csapat Daidzsuppan (第十班)                                                             | 2008. október 30.    |
| 83 | Célpont: bemérve Tágetto rokkuon (標的捕捉)                                                     | 2008. november 6.    |
| 84 | Kakuzu képességei Kakuzu no nórjoku (角都の能力)                                                | 2008. november 13.   |
| 85 | Borzalmas titok Oszorubeki himicu (恐るべき秘密)                                                | 2008. november 20.   |
| 86 | Shikamaru zsenialitása Sikamaru no szai (シカマルの才)                                          | 2008. december 4.    |
| 87 | Ha megátkozol valakit, úgy a saját sírod ásod meg Hito o norovaba ana futacu (人を呪わば穴二つ) | 2008. december 4.    |
| 88 | Szél Elem, Rasen-Shuriken Fúton: raszensuriken! (風遁·螺旋手裏剣!)                              | 2008. december 11.   |

### Ötödik évad (2008-2009)
| #   | Epizód címe                                                                           | Első japán sugárzás |
| --- | ------------------------------------------------------------------------------------- | ------------------- |
| 89  | Az erő ára Csikara no daisó (力の代償)                                                | 2008. december 18.  |
| 90  | Egy shinobi döntése Sinobi no kecui (忍びの決意)                                      | 2008. december 25.  |
| 91  | Felfedezés! Orochimaru búvóhelye Hakken — Orocsimaru no adzsito (発見 大蛇丸のアジト) | 2009. január 8.     |
| 92  | Találkozás Deai (遭遇)                                                                | 2009. január 15.    |
| 93  | Szívek kommunikációja Kajoiau kokoro (通い合う心)                                     | 2009. január 22.    |
| 94  | Eső egész éjjel Ame hitojo (雨一夜)                                                   | 2009. január 29.    |
| 95  | Két amulett Futacu no omamori (ふたつのお守り)                                        | 2009. február 5.    |
| 96  | Láthatatlan ellenség Miezaru teki (見えざる敵)                                        | 2009. február 12.   |
| 97  | A visszatükröződő labirintus Ranhansa no meikjú (乱反射の迷宮)                        | 2009. február 19.   |
| 98  | A cél feltűnik Aravareta hjóteki (現れた標的)                                         | 2009. február 26.   |
| 99  | A dühöngő Bijuu Arekurú bidzsú (荒れ狂う尾獣)                                         | 2009. március 5.    |
| 100 | Belső köd Kiri no naka de (霧の中で)                                                  | 2009. március 12.   |
| 101 | Érzelmek Szorezore no omoi (それぞれの想い)                                           | 2009. március 26.   |
| 102 | Újraszervezés Szaihenszei! (再編成!)                                                  | 2009. március 26.   |
| 103 | A négysarkú pecsételő akadály Kekkai sihó fúdzsin (結界四方封陣)                      | 2009. április 9.    |
| 104 | A kristály stílus megtörése Sóton kuzusi (晶遁崩し)                                   | 2009. április 9.    |
| 105 | Akadályozó csata Kekkai kóbószen (結界攻防戦)                                         | 2009. április 16.   |
| 106 | Vörös kaméliák Akai cubaki (赤い椿)                                                   | 2009. április 23.   |
| 107 | Ellenségek egymás közt Goecudósú (呉越同舟)                                           | 2009. április 30.   |
| 108 | A kaméliák útmutatása Cubaki no micsisirube (椿の道標)                                | 2009. május 7.      |
| 109 | Az átokpecsét ellentámadása Dzsuin no gjakusú (呪印の逆襲)                            | 2009. május 14.     |
| 110 | A bűn emléke Cumi no kioku (罪の記憶)                                                 | 2009. május 21.     |
| 111 | Be nem teljesült ígéret Kudakareta jakuszoku (砕かれた約束)                           | 2009. május 28.     |
| 112 | A hely, ahová visszatérsz Kaerubeki baso (帰るべき場所)                               | 2009. június 4.     |

### Hatodik évad (2009-2010)
| #   | Epizód címe | Első japán sugárzás  |
| --- | --- | -------------------- |
| 113 | A kígyó tanítványa Daidzsa no dókó (大蛇の瞳孔)                                                                                               | 2009. június 11.     |
| 114 | A sólyom szeme Taka no hitomi (鷹の瞳) | 2009. június 18.     |
| 115 | Zabuza kardja Zabuza no daitó (再不斬の大刀)                                                                                                  | 2009. június 25.     |
| 116 | A vasbörtön őrzője Teppeki no bannin (鉄壁の番人)                                                                                             | 2009. július 2.      |
| 117 | Juugo és az északi búvóhely Kita adzsito no Dzsúgo (北アジトの重吾)                                                                           | 2009. július 9.      |
| 118 | Megalakulás Kesszei! (結成!) | 2009. július 23.     |
| 119 | Kakashi Gaiden - Egy fiú élete a harcmezőn - 1. rész Kakasi gaiden ~ Szendzsó no bóizuraifu ~ Zenpen (カカシ外伝～戦場のボーイズライフ～前編) | 2009. július 30.     |
| 120 | Kakashi Gaiden - Egy fiú élete a harcmezőn - 2. rész Kakasi gaiden ~ Szendzsó no bóizuraifu ~ Kóhen (カカシ外伝～戦場のボーイズライフ～後編)  | 2009. július 30.     |
| 121 | Mozgolódás Ugokidaszumono-tacsi (動き出すものたち)                                                                                            | 2009. augusztus 6.   |
| 122 | Vadászat Tanszaku (探索) | 2009. augusztus 13.  |
| 123 | Összecsapás Gekitocu! (激突!) | 2009. augusztus 20.  |
| 124 | Művészet Geidzsucu (芸術) | 2009. augusztus 27.  |
| 125 | Eltűnés Sósicu (消失) | 2009. szeptember 3.  |
| 126 | Szürkület Taszogare (黄昏) | 2009. szeptember 10. |
| 127 | Egy merész ninja történetei - Jiraiya ninjakrónikái - 1. rész Dokondzsó ninden ~Dzsiraija ninpócsó~ Zenpen (ド根性忍伝～自来也忍法帖～前編)   | 2009. szeptember 24. |
| 128 | Egy merész ninja történetei - Jiraiya ninjakrónikái - 2. rész Dokondzsó ninden ~Dzsiraija ninpócsó~ Kóhen (ド根性忍伝～自来也忍法帖～後編)    | 2009. szeptember 24. |
| 129 | Behatolás! Amegakure faluja Szennjú! Amegakure no szato (潜入! 雨隠れの里)                                                                    | 2009. október 8.     |
| 130 | Az ember, aki istenné vált Kami to natta otoko (神となった男)                                                                                 | 2009. október 8.     |
| 131 | Remete forma Hacudó! Szennin módo (発動! 仙人モード)                                                                                          | 2009. október 15.    |
| 132 | Találkozás a 6 Peinnel Pein Rikudó, kenzan (ペイン六道、見参)                                                                                 | 2009. október 22.    |
| 133 | A bátor Jiraiya meséje Dzsiraija gókecu monogatari (自来也豪傑物語)                                                                           | 2009. október 29.    |
| 134 | Felhívás keringőre Utage e no izanai (宴への誘い)                                                                                             | 2009. november 5.    |
| 135 | A leghosszabb pillanat Nagaki toki no naka de... (長き瞬間の中で...)                                                                          | 2009. november 19.   |
| 136 | A Mangekyou Sharingan fénye és sötétsége Mangekjó saringan no hikari to jami (万華鏡写輪眼の光と闇)                                           | 2009. november 19.   |
| 137 | Amaterasu! Amateraszu (天照) | 2009. november 26.   |
| 138 | A vég Súen (終焉) | 2009. december 3.    |
| 139 | Tobi rejtélye Tobi no nazo (トビの謎) | 2009. december 10.   |
| 140 | A sors Innen (因縁) | 2009. december 17.   |
| 141 | Igazság Sindzsicu (真実) | 2009. december 24.   |
| 142 | Harc a Viharfelhő szurdoknál Unraikjó no tatakai (雲雷峡の闘い)                                                                               | 2010. január 7.      |
| 143 | Sasuke a Nyolcfarkú ellen 'Hacsibi' tai 'Szaszuke' (「八尾」対「サスケ」)                                                                     | 2010. január 14.     |

### Hetedik évad (2010)
| #   | Epizód címe                                                  | Első japán sugárzás |
| --- | ------------------------------------------------------------ | ------------------- |
| 144 | A vándor Fúraibó (風来坊)                                    | 2010. január 21.    |
| 145 | A tiltott jutsu öröksége Kindzsucu no keisósa (禁術の継承者) | 2010. január 28.    |
| 146 | Az örökös kívánsága Keisósa no omoi (継承者の想い)           | 2010. február 4.    |
| 147 | A csaló ninja múltja Nukenin no kako (抜け忍の過去)          | 2010. február 11.   |
| 148 | A sötétség örököse Jami no kókeisa (闇の後継者)              | 2010. február 18.   |
| 149 | Búcsúzás Becuri (別離)                                       | 2010. február 25.   |
| 150 | A tiltott jutsu aktiválása Kindzsucu hacudó (禁術発動)       | 2010. március 4.    |
| 151 | Mester és tanonc Sitei (師弟)                                | 2010. március 11.   |

### Nyolcadik évad (2010)
| #   | Epizód címe | Első japán sugárzás |
| --- | --- | ------------------- |
| 152 | Rossz hírek Hihó (悲報) | 2010. március 25.   |
| 153 | A mester nyomdokaiba lépni Si no kage o otte (師の影を追って) | 2010. március 25.   |
| 154 | Megfejtés Angó kaidoku (暗号解読) | 2010. április 8.    |
| 155 | Az első kihívás Daiicsi no kadai () | 2010. április 8.    |
| 156 | A mester túlszárnyalása Si o koeru toki (師を超えるとき) | 2010. április 15.   |
| 157 | Merénylet Konoha ellen Konoha súgeki! (木ノ葉襲撃!) | 2010. április 22.   |
| 158 | A hit ereje Sindzsiru csikara (信じる力) | 2010. április 29.   |
| 159 | Pein vs Kakashi Pein vs Kakasi (ペインvsカカシ) | 2010. május 6.      |
| 160 | Pain rejtélye Pein no nazo (ペインの謎) | 2010. május 13.     |
| 161 | A vezetéknevem Sarutobi, a keresztnevem Konohamaru! Szei va Szarutobi, na va Konohamaru! (姓は猿飛、名は木ノ葉丸!)                                                    | 2010. május 20.     |
| 162 | Fájdalom a világnak Szekai ni itami o (世界に痛みを) | 2010. május 27.     |
| 163 | Kirobbanás! Sennin mód Bakuhacu! Szennin módo (爆発! 仙人モード) | 2010. június 3.     |
| 164 | Válság! Remete-forma! Pincsi! Kieta sennin módo (危機! 消えた仙人モード)                                                                                              | 2010. június 10.    |
| 165 | A Kyuubi elfogása: teljesítve! Kjúbi hokaku kanrjó (九尾捕獲完了) | 2010. június 17.    |
| 166 | Vallomás Kokuhaku (告白) | 2010. június 24.    |
| 167 | Chibaku Tensei Csibaku tenszei (地爆天星) | 2010. július 1.     |
| 168 | Yondaime Hokage Jondaime hokage (四代目火影) | 2010. július 15.    |
| 169 | A két tanítvány Futari no desi (ふたりの弟子) | 2010. július 22.    |
| 170 | A Nagy kaland! Derítsd ki, hogy mit hagyott örökségül a Negyedik Hokage! - 1. rész Daibóken! Jondaime no iszan o szagasze - Zenpen (大冒険! 四代目の遺産を探せ・前編) | 2010. július 29.    |
| 171 | A Nagy kaland! Derítsd ki, hogy mit hagyott örökségül a Negyedik Hokage! - 2. rész Daibóken! Jondaime no iszan o szagasze - Kóhen (大冒険! 四代目の遺産を探せ・後編)  | 2010. július 29.    |
| 172 | Találkozó Deai (出逢い) | 2010. augusztus 5.  |
| 173 | Pain születése Pein tandzsó (ペイン誕生) | 2010. augusztus 12. |
| 174 | Uzumaki Naruto története Uzumaki Naruto monogatari (うずまきナルト物語)                                                                                               | 2010. augusztus 19. |
| 175 | Konoha hőse Konoha no eijú (木ノ葉の英雄) | 2010. augusztus 26. |

### Kilencedik évad (2010-2011)
| #   | Epizód címe | Első japán sugárzás  |
| --- | --- | -------------------- |
| 176 | Konoha történetei - Iruka a tanársegéd Sinmai kjósi Iruka (新米教師イルカ)                                     | 2010. szeptember 2.  |
| 177 | Konoha történetei - Iruka próbái Iruka no siren (イルカの試練)                                                 | 2010. szeptember 9.  |
| 178 | Konoha történetei - Iruka eltökéltsége Iruka no kecui (イルカの決意)                                           | 2010. szeptember 16. |
| 179 | Konoha történetei - Hatake Kakashi a jounin szolgálatban Tantó dzsónin Hatake Kakasi (担当上忍はたけカカシ)    | 2010. szeptember 30. |
| 180 | Konoha történetei - Inari bátorságtesztje Inari, tameszareru júki (イナリ、試される勇気)                       | 2010. október 7.     |
| 181 | Konoha történetei - Naruto bosszú leckéje Naruto, adaucsi sinandzsuku (ナルト、仇討ち指南塾)                   | 2010. október 14.    |
| 182 | Konoha történetei - Gaara változása Gára 'kizuna' (我愛羅『絆』)                                               | 2010. október 21.    |
| 183 | Konoha történetei - Naruto: Lázadás! Naruto autobureiku (ナルト・アウトブレイク)                               | 2010. október 28.    |
| 184 | Konoha történetei - Tenten csapata elindul Sucugeki! Tenten-han (出撃! テンテン班)                             | 2010. november 4.    |
| 185 | Konoha történetei - A senki földje Animaru bangaicsi (アニマル番外地)                                          | 2010. november 11.   |
| 186 | Konoha történetei - Áh, a fiatalság gyógyító pirulája Á, szeisun no kanpógan (ああ、青春の漢方丸)              | 2010. november 18.   |
| 187 | Konoha történetei - A bátor tanár és a ninja diák meséje: Az edzés Dokondzsó sitei sugjóhen (ド根性師弟修業編) | 2010. november 25.   |
| 188 | Konoha történetei - A bátor tanár és a ninja diák meséje Dokondzsó sitei ninpúroku (ド根性師弟忍風録)          | 2010. november 25.   |
| 189 | Konoha történetei - Sasuke Mancs enciklopédiája Szaszuke no nikukjú taizen (サスケの肉球大全)                  | 2010. december 2.    |
| 190 | Konoha történetei - Naruto és az öreg katona Naruto to róhei (ナルトと老兵)                                    | 2010. december 9.    |
| 191 | Konaha történetei - Kakashi szerelmes dala Kakasi koiuta (カカシ恋歌)                                          | 2010. december 16.   |
| 192 | Konoha történetei - Neji krónikái Nedzsi gaiden (ネジ外伝)                                                     | 2010. december 23.   |
| 193 | Konoha történetei - Az ember, aki kétszer halt meg Nido sinda otoko (二度死んだ男)                             | 2011. január 6.      |
| 194 | Konoha történetei - A legrosszabb hármas verseny Szaiaku no nininszankjaku (最悪の二人三脚)                    | 2011. január 13.     |
| 195 | Konoha történetei - Szövetség a Tízes csapattal Renkei, daidzsuppan (連携、第十班)                             | 2011. január 20.     |
| 196 | Konoha történetei - Sötétségbe rohanás Jami e no sisszó (闇への疾走)                                           | 2011. január 27.     |

### Tizedik évad (2011)
{{Epizódlista 3/Epizód
 